# مدافع (فیلم ۲۰۰۹)
مدافع (به انگلیسی: Defendor) فیلمی محصول سال ۲۰۰۹ و به کارگردانی پیتر استبینگز است. در این فیلم بازیگرانی همچون وودی هرلسون، الیاس کوتیاس، مایکل کلی، ساندرا اوه، کت دنینگز، لیسا ری، کریستین بوت، داکوتا گویو، شارلوت سالیوان و تاتیانا ماسلانی ایفای نقش کرده‌اند.